# Agganis Arena
La Agganis Arena è un impianto sportivo di Boston, capoluogo del Massachusetts, operativo dal 2005. È situata all'interno del campus dell'Università di Boston, ed ospita le partite casalinghe della squadra di hockey su ghiaccio dei Terriers, la formazione universitaria. Dal 2008 è anche la sede del C.R.A.S.H.-B. Sprints.

## Storia
La costruzione della Agganis Arena avvenne a partire dal 2003, assieme all'intero complesso universitario del quale fa parte, lo John Hancock Student Village dell'Università di Boston. L'intero complesso venne inaugurato il 13 gennaio 2005. L'impianto venne dedicato ad Harry Agganis, giocatore locale di baseball e college football scomparso a 26 anni per embolia polmonare nel 1955.
Dalla sua apertura ospita principalmente incontri di hockey su ghiaccio e spettacoli di pattinaggio (per i quali la capienza è di 6.150 posti), ma viene utilizzato anche per concerti e congressi politici (per le quali la capienza aumenta fino ad un massimo di 7.200 posti). La struttura è in grado di ospitare anche incontri di pallacanestro e al suo interno si svolge, dal 2008, anche la principale manifestazione mondiale di indoor rowing.